# Чанхасен (Минесота)
Чанхасен (енгл. Chanhassen) град је у америчкој савезној држави Минесота.

## Демографија
По попису из 2010. године број становника је 22.952, што је 2.631 (12,9%) становника више него 2000. године.
| Група             | 2000.          | 2010.          |
| Белци             | 18.979 (93,4%) | 20.952 (91,3%) |
| Афроамериканци    | 152 (0,7%)     | 254 (1,1%)     |
| Азијати           | 576 (2,8%)     | 887 (3,9%)     |
| Хиспаноамериканци | 402 (2,0%)     | 525 (2,3%)     |
| Укупно            | 20.321         | 22.952         |